# Songs of Faith and Devotion Live
Songs of Faith and Devotion Live — концертный альбом британской группы Depeche Mode, вышедший 6 декабря 1993 года.

## Об альбоме
Альбом состоит из «живых» версий композиций альбома Songs of Faith and Devotion, записанных во время концертов в Льевене, Копенгагене и Новом Орлеане, проходивших в рамках гастрольного тура Devotional Tour.
Альбом имел весьма скромный коммерческий успех. Songs of Faith and Devotion Live достиг только 46-й позиции в Великобритании и 193-й позиции в США. Альбом также получил негативные отзывы от музыкальных критиков. В частности, были раскритикованы звучание песен и слишком надрывный вокал Дэйва Гаана.

## Список композиций
Все композиции записаны во время концерта в Льевене, за исключением отмеченных.
1. «I Feel You» — 7:11
2. «Walking in My Shoes» — 6:41
3. «Condemnation» — 3:56
4. «Mercy in You» — 4:20
5. «Judas» — 5:01
6. «In Your Room» — 6:47
7. «Get Right with Me» — 3:11 (Forum, Копенгаген, 27 мая 1993)
8. «Rush» — 4:35
9. «One Caress» — 3:35 (Lakefront Arena, Новый Орлеан, 8 октября 1993)
10. «Higher Love» — 7:30

## Участники записи
Группа
- Дэйв Гаан - вокал (кроме треков 5 и 9)
- Мартин Гор - гитара (треки 1, 2, 4 и 7), синтезаторы и семплер (треки 6, 8 и 10), бэк-вокал; вокал (треки 5 и 9)
- Энди Флетчер - синтезаторы, семплер, бэк-вокал
- Алан Уайлдер - синтезаторы, семплер, бэк-вокал; ударные (треки 1, 6 и 8); пианино (треки 3 и 9)

## Позиция в чартах
| Чарт (1993–1994)                 | Позиция |
| -------------------------------- | ------- |
| Австралия (ARIA)                 | 27      |
| Нидерланды (Album Top 100)       | 85      |
| European Albums (Music & Media)  | 70      |
| Германия (Offizielle Top 100)    | 50      |
| Швеция (Sverigetopplistan)       | 22      |
| Швейцария (Schweizer Hitparade)  | 47      |
| Великобритания (UK Albums Chart) | 46      |
| США (Billboard 200)              | 193     |